# HMS P33 (1941)
Pour les autres navires du même nom, voir HMS P33.
Le HMS P33 (Pennant number: P33) est un sous-marin de la classe Umpire de la Royal Navy, construit en 1941 par Vickers-Armstrongs à Barrow-in-Furness.

## Conception et description
Le troisième lot de sous-marins de classe U a été légèrement élargi et amélioré par rapport au deuxième lot précédent de la classe U. Les sous-marins avaient une longueur totale de 60 mètres et déplaçaient 549 t en surface et 742 t en immersion. Les sous-marins de la classe U avaient un équipage de 31 officiers et matelots.
Le P33 était propulsé en surface par deux moteurs diesel fournissant un total de 615 chevaux-vapeur (459 kW) et, lorsqu'il était immergé, par deux moteurs électriques d'une puissance totale de 825 chevaux-vapeur (615 kW) par l'intermédiaire de deux arbres d'hélice. La vitesse maximale était de 14,25 nœuds (26,39 km/h) en surface et de 9 nœuds (17 km/h) sous l'eau.
Le P33 était armé de quatre tubes lance-torpilles de 21 pouces (533 mm) à l'avant et transportait également quatre recharges pour un grand total de huit torpilles. Le sous-marin était également équipé d'un canon de pont de 3 pouces (76 mm).

## Carrière
Commandé tout au long de sa très courte carrière (3 mois) par le lieutenant R.D. Whiteway-Wilkinson, le P33 a été rattaché à la 10e flottille de sous-marins basée à Malte. Le 15 juillet 1941, le sous-marin coule le navire moteur Barbarigo de 5 300 tonnes au sud de Punta Sciaccazza, Pantelleria, qui faisait partie d'un petit convoi italien.
Le sous-marin est parti de Malte pour sa dernière patrouille le 6 août 1941, afin de patrouiller au large de la Sicile pour intercepter un convoi italien se dirigeant vers la Libye. Son navire-jumeau (sister ship) P32 qui attaquait le même convoi avec le HMS Unique, a rapporté avoir entendu une attaque prolongée de grenades sous-marines le 18 août et a ensuite tenté sans succès de contacter le P33. Le P32 a lui-même été coulé plus tard dans la journée. Le 20 août, le P33 est devenu en retard et a presque certainement été coulé lors de cette attaque. Il est toutefois possible qu'il ait été coulé par le torpilleur italien Partenope près de Pantelleria le 23 août. Parmi les victimes perdues à bord du P33, le lieutenant Richard Cunningham, fils du vice-amiral John Cunningham, qui deviendra plus tard First Sea Lord.

## Commandant
- Lieutenant  (Lt.) Reginald Denis Whiteway-Wilkinson (RN) du 21 avril 1941 au 20 août 1941